# 愛馬進軍歌

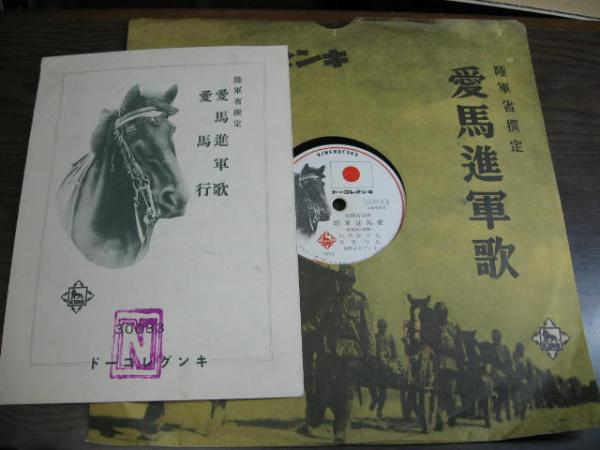
キングレコード盤『愛馬進軍歌』のレコードとジャケット

愛馬進軍歌（あいばしんぐんか）は、1939年（昭和14年）1月15日に発売された日本の軍歌。作詞：久保井信夫、作曲：新城正一。
戦地における軍馬の活躍や騎兵との絆を謳った作品。正しい曲名は『愛馬進軍歌』だが『愛馬行進曲』と間違って呼ばれることも多い。

## 概要
1938年（昭和13年）10月15日、日本競馬会から陸軍省と農林省に対し、平時と戦時を通した国民の馬事思想普及のため一般国民にアピールする行進曲や里謡の製作が依頼された。これを受けて陸軍省馬政課と農林省馬政局は行進曲『愛馬行進曲』と里謡または童謡『愛馬』の歌詞を募集した。歌詞募集を担当したのは、のちの太平洋戦争（大東亜戦争）における硫黄島の戦いにおいて有名となる、当時馬政課長の栗林忠道陸軍騎兵大佐である。
歌詞は1940年（昭和15年）10月15日から11月5日にかけて募集され、同年12月24日に発表された。歌詞は総計3万9417通（3万9047通とも）の、曲は総計3000通の応募の中から選ばれた。作詞の久保井信夫は当時四国の電力会社社員、作曲の新城正一は九州の教員だった。音源制作やレコード発売は各レコード会社の競作となり、蹄の音を前奏に入れたキングレコード盤が一番の売れ行きを見せた。
軍馬を戦友として扱うなど馬への愛情のこもった親しみやすい歌詞と、テンポの良い曲とで帝国陸軍内部のみならず民間でも広く愛唱され、現在に残る作品となった。
作詞者久保井信夫は1975年没のため、著作権は2025年末まで有効である。
ミャンマー軍の軍歌「တူယှဥ်ကာတိုက်စို့」（一緒に戦おう）は、「愛馬進軍歌」の曲を流用している。

### 『愛馬行』・『愛馬進軍曲』
キングレコードの『愛馬行（あいばこう）』（作詞: 山田静、作曲: 佐藤長助、歌: 児玉好雄・三門順子）は、先述の里謡または童謡『愛馬』の部門で応募された詞により、『愛馬進軍歌』（歌: 永田絃次郎、長門美保）のカップリングで発売され、キング大ヒットの要因の一つとなった。
また、須摩洋朔がのちに行進曲にアレンジしたものを『愛馬進軍曲』といい、中間部分の旋律は『愛馬進軍歌』として作曲した自身の作品が使用され、これは陸上自衛隊でも盛んに演奏されている。

## 当時の吹き込み歌手
- コロムビアレコード: 霧島昇、松原操/伊藤武雄
- ビクターレコード: 徳山璉、四家文子/藤原義江/小唄勝太郎、市丸/コロムビア児童合唱団
- キングレコード: 永田絃次郎、長門美保/内田栄一、ヴォーカルフォア合唱団
- ポリドールレコード: 東海林太郎/内田栄一
- テイチクレコード: 藤山一郎/テイチク児童合唱団
- タイヘイレコード: 阿部幸次